# Jean-Marcel Rozier
Marcel Rozier, född den 22 mars 1936 i Saint-Étienne-sur-Chalaronne i Frankrike, är en fransk ryttare.
Han tog OS-guld i lagtävlingen i hoppning i samband med de olympiska ridsporttävlingarna 1976 i Montréal.